# CEUサン・パブロ大学
CEUサン・パブロ大学 （スペイン語: Universidad CEU San Pablo) は、スペイン・マドリードにあるカトリック大学（私立大学）。バルセロナのアバト・オリーバCEU大学、バレンシアのCEUエレーラ枢機卿大学などと同様に、CEU財団によって運営されている。

## 歴史

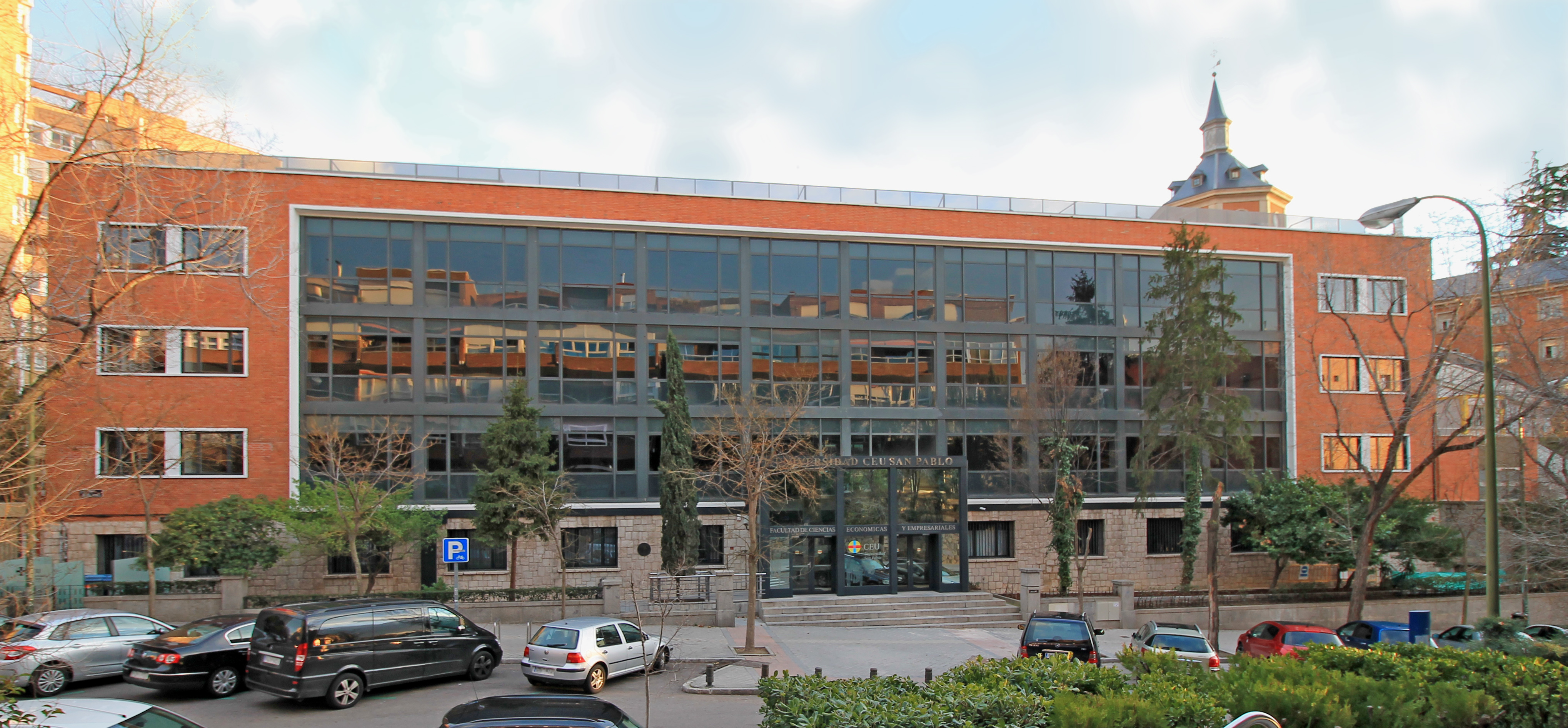
経済・経営学部

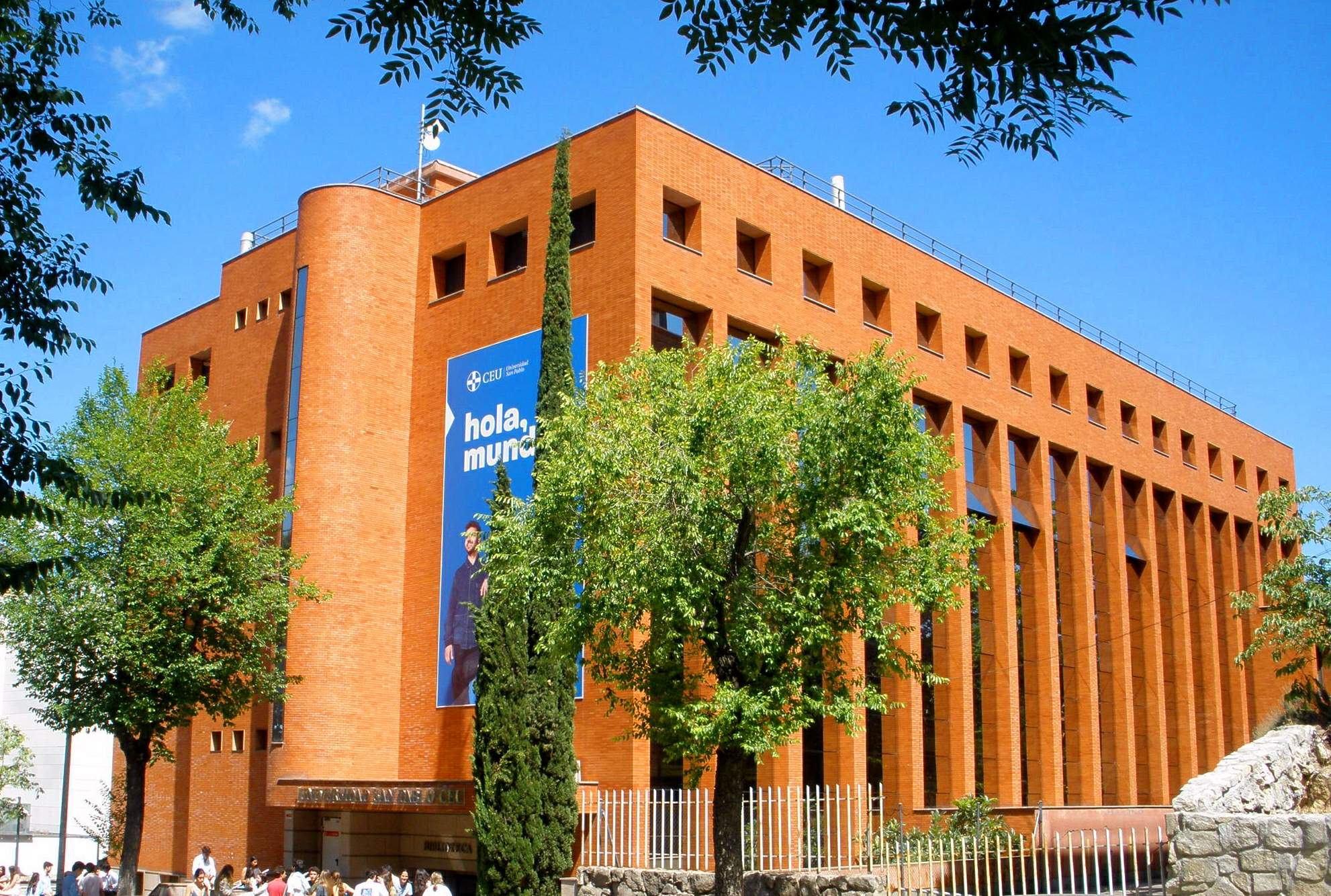
附属図書館

1993年以前はマドリード・コンプルテンセ大学のカレッジだった。1993年に分離されて独立した大学となった。

## 特色
コロンビア大学、シカゴ大学、デューク大学、ボストン大学、コルゲート大学など、世界各国の大学との間で学術交換プログラムを行っている。ヨーロッパ、南アメリカ、北アメリカ、アジアの200以上の高等教育機関と一緒に国際プロジェクトに参加している。

## 学部
CEUサンパブロ大学は5学部と1学校を有している。
- 高等工科学校
- 経済・経営学部
- 法学部
- 人文学・コミュニケーション学部
- 医学部
- 薬学部